# Ismael Perdomo
Pedro Ismael Perdomo Borrero (Gigante (Huila), 22 de febrero de 1872-Bogotá, 3 de junio de 1950) fue un alto prelado católico colombiano.
Fue arzobispo de Bogotá entre 1928 y 1950, y Arzobispo Primado de Colombia, siendo un destacado personaje en la historia colombiana por sus posiciones férreas en contra de la hegemonía conservadora, que fue un factor importante para la caída del conservatismo en 1930, y el paso de los liberales al poder.
Su largo proceso de canonización está abierto a la fecha, siendo declarado venerable por el Papa Francisco el 7 de julio de 2017.

## Biografía
Ismael Perdomo nació el 22 de febrero de 1872 en el municipio de Gigante, Huila, en el seno de una familia acomodada de la región. 
Sus primeros estudios los realizó en la ciudad de Neiva y después en Ibagué. Por último ingresó como seminarista al Seminario Mayor de Bogotá. Su talento le valió que fuera enviado a terminar sus estudios religiosos a Roma, en el Colegio Latinoamericano, en donde se ordenó sacerdote el 19 de diciembre de 1896 en la Basílica de San Juan de Letrán, siendo consgrado por el cardenal Lucido M. Parrochi.
Antes de regresar a Colombia, el padre Perdomo realiza su doctorado en teología en la Universidad Gregoriana y también pasa un tiempo en París en el Seminario de San Sulpicio.
En 1899 regresa a Colombia y es nombrado vicerrector del seminario de Garzón, Huila. El papa León XIII creó la diócesis de Ibagué el 20 de mayo de 1903, exindiendo de la diócesis de Garzón. Como su primer obispo, el Papa nombra al joven sacerdote Perdomo que tenía para entonces 31 años y quien fue consagrado obispo el 19 de junio de 1903 en Roma de manos del cardenal Jerónimo M. Gotti.

### Arzobispo de Bogotá (1928-1950)
Monseñor Perdomo ocupó diversos cargos como secretario de la Conferencia Episcopal colombiana y obispo auxiliar con derecho a sucesión del Monseñor Bernardo Herrera Restrepo, arzobispo de Bogotá. Con la muerte de este el 2 de enero de 1928, Monseñor Perdomo es entronizado en su lugar.  
En 1929 Perdomo recibió el Sagrado Palio en la Catedral Primada de Bogotá, de manos del nuncio apostólico Paolo Giobbe, arzobispo de Tolemaida, y enviado por el Papa Pío XI, lo que signó su entronación como Arzobispo de Bogotá. También recibió otros títulos honorarios de parte de la Santa Sede como asistente al Solio Pontificio, prelado doméstico de Pío XI y Conde Romano. 
Su labor pastoral fue ejercida en los momentos de mayor agitación política de Colombia, determinada por la caída de la hegemonía del partido Conservador Colombiano, que estaba en el poder desde 1886. 
Dentro de su labor pastoral, Ismael Perdomo dotó al Seminario Mayor de Bogotá de sus instalaciones, dejó instituido el Seminario Menor de Bogotá y la Escuela Apostólica de San Benito, en el municipio de Sibaté, cerca a Soacha, al sur de Bogotá.

#### Caída del Conservatismo

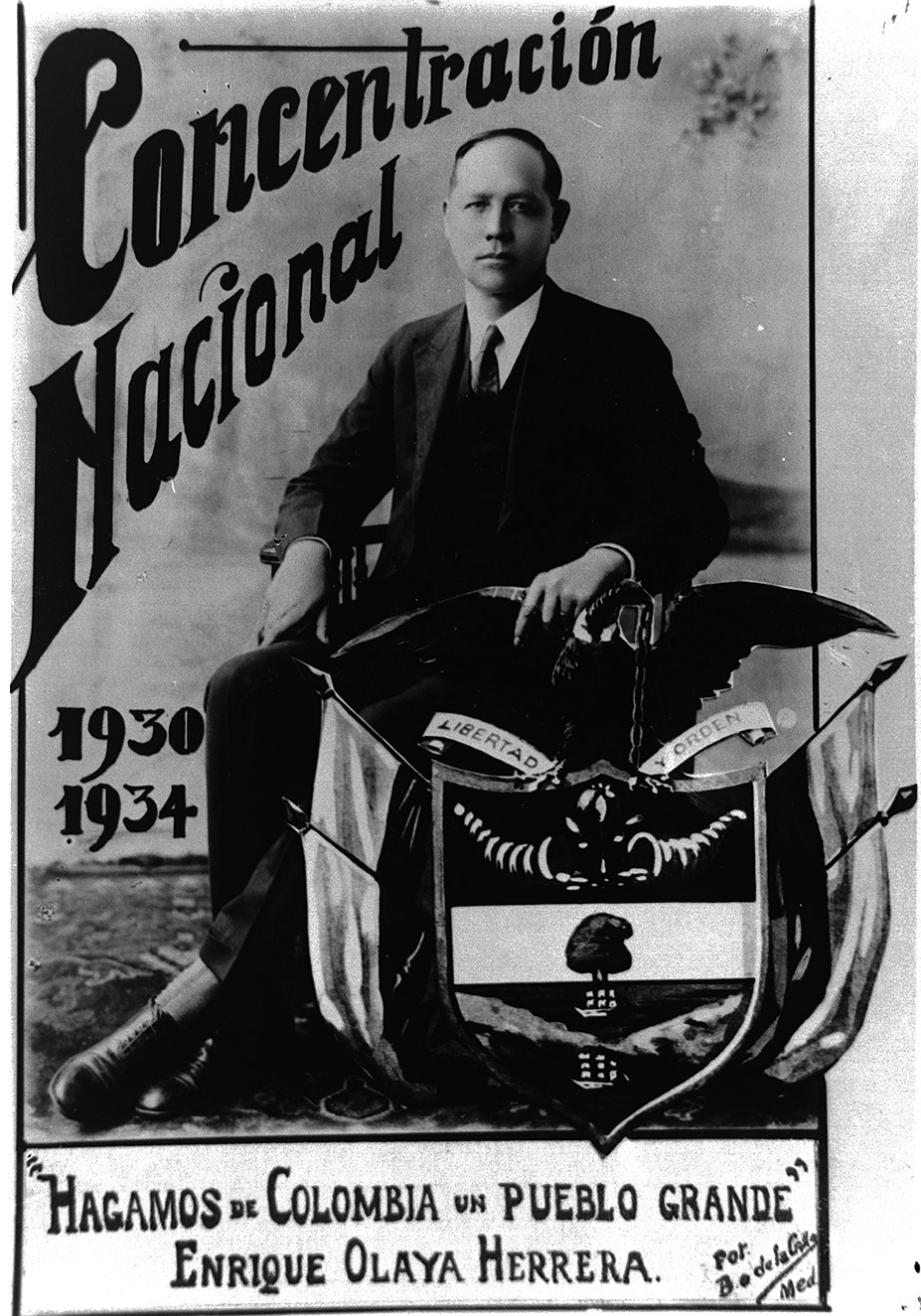
Póster de campaña del liberalismo, 1929.

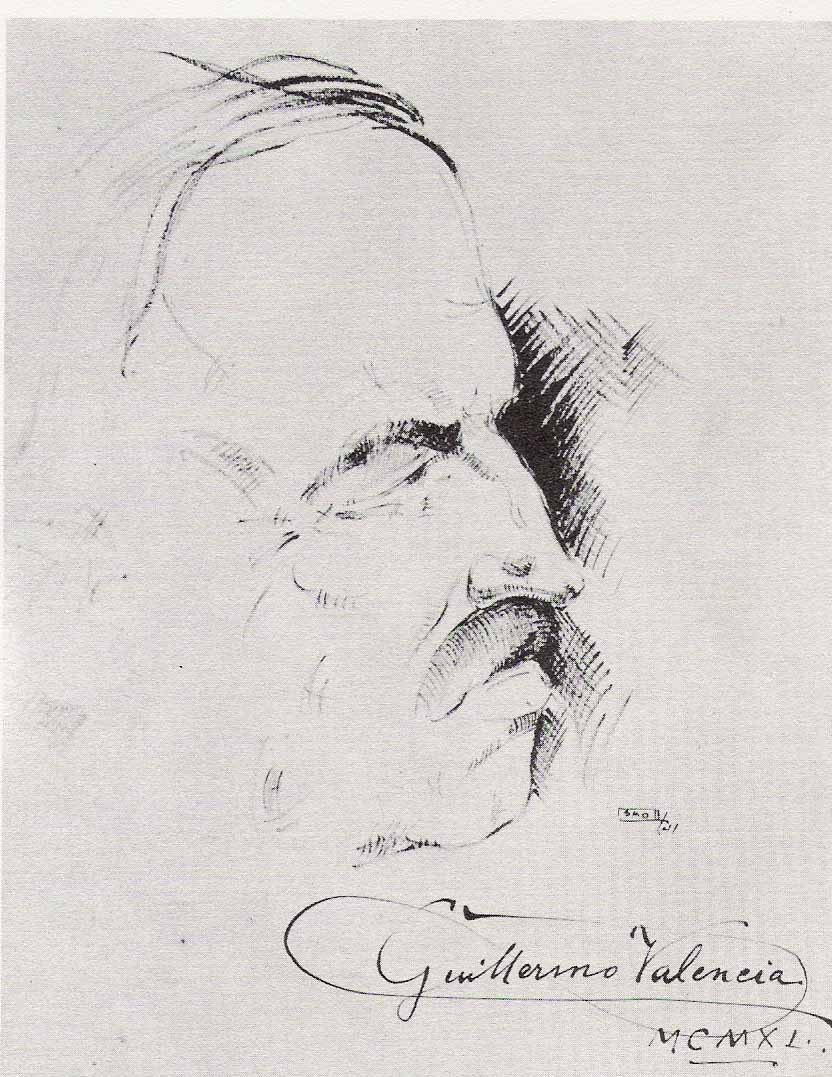
Boceto de Guillermo Valencia, candidato conservador.

A Perdomo se le ha culpado históricamente de la caída de la hegemonía conservadora, debido a su vacilante, dubitativa, demorada y muy contradictoria decisión del único candidato presidencial por el partido conservador entre el experimentado militar Alfredo Vázquez Cobo y el poeta Guillermo Valencia.

##### Antecedentes
Era costumbre de la época (gracias a acciones anteriores de Monseñor Bernardo Herrera Restrepo que fue quien designó las candidaturas de Concha, Suárez, Ospina y Abadía Méndez, para las elecciones de 1914, 1918, 1922 y 1926, respectivamente) que el Arzobispo de Bogotá era quien decidía que candidato debía presentar el conservatismo a las elecciones, por lo que Perdomo debía dirimir el asunto ante la duda del partido sobre que candidatura apoyar.
La controversia se dio porque Perdomo había sido condicionado por su predecesor para apoyar la candidatura presidencial de Alfredo Vásquez Cobo en 1930, ya que, ante la colisión de los intereses entre Abadía Méndez y Vásquez Cobo, Monseñor Herrera estableció la candidatura de Abadía, y luego la de Vasquez para el período inmediatamente posterior. Monseñor Perdomo, para asegurarse que Vásquez no pudiera ganar la candidatura, apoyó las candidaturas de congresistas contrarios a Vásquez. Sin embargo, los congresistas de 1929 se mostraron contrarios a los intereses de Perdomo.
Los congresistas antivazquistas no sólo no apoyaron el arriesgado movimiento de Monseñor Perdomo, sino que presentaron sus propios candidatos a la presidencia, quedando en juego 6 candidaturas conservadoras. Finalmente, entre ires y venires, el Congreso presentó la candidatura del poeta Guillermo Valencia Castillo, y el clero apoyó la de Alfredo Vásquez Cobo. Sin embargo, los pro Valencistas enviaron al Vaticano una carta pidiendo al Papa Pío XI la intervención en el asunto. Días después a Perdomo le llegó la misiva vaticana, pero éste se mostró en contra de las instrucciones del Vaticano por medio de una carta respuesta, que circuló por la prensa colombiana y tuvo nefastas consecuencias.

##### Consecuencias
Esta circunstancia (el vacía en la candidatura presidencial de los conservadores) hizo que el Partido Liberal tomara ventaja y eligiera a su candidato, Enrique Olaya Herrera, que llegó a las elecciones fortalecido por la unidad de su partido, y enfrentándose a dos candidatos divididos del conservatismo, y los escándalos del gobierno de Miguel Abadía Méndez, como la Masacre de las Bananeras.
La victoria de Olaya y derrota de los conservadores generó el célebre apodo de Monseñor Perdimos, con el cual se satirzó el apellido de Perdomo. Pese a la feroz oposición que se le hizo por la pérdida de las elecciones, Perdomo no se pronunció jamás por los sucesos.

#### Otras obras
En 1934, Perdomo solicitó al Papa el nombramiento de un obispo auxiliar para que lo ayudara en sus labores, siendo nombrado en consecuencia Juan Manuel González Arbeláez, como arzobispo con derecho a sucesión. Años después González renunció y el Papa Pío XII aceptó su renuncia en marzo de 1942, ya que Perdomo se mostró contrario a la revisión del Concordato que hizo el ministro del gobierno de Eduardo Santos, Darío Echandía.
González acusó a Perdomo ante la Santa Sede de ser demasiado receptivo a los cambios hechos al Concordato, se sabe que era cercano al director del conservatismo Laureano Gómez, que también atacó a Perdomo a través de su periódico El Siglo.

### Últimos años
El 9 de abril de 1948, Monseñor Perdomo tuvo que enfrentar los disturbios que ocasionaron el asesinato del director del Partido Liberal Jorge Eliecer Gaitán. Los destrozos llevaron a que la sede episcopal, el Palacio Arzobispal de la Catedral Primada de Colombia, tuviera que ser evacuada y Perdomo tuvo que trasladarse al Seminario Mayor de Bogotá. En consecuencia de los destrozos, Perdomo reorganizó completamente la arquidiócesis.
Posteriormente, en 1949, Perdomo fue nombrado vicario castrense de las Fuerzas Armadas de Colombia.
Ismael Perdomo falleció el 3 de junio de 1950, a los 78 años en el Seminario Mayor de Bogotá, luego de dos meses de una larga y penosa enfermedad. Fue sepultado según su voluntad en la Capilla de La Inmaculada Concepción de la Catedral Primada de Bogotá.

## Familia
Ismael Perdomo pertenecía a una de las familias de la aristocracia huileneseː Los Borrero. Sus padres eran Gabriel Perdomo Cuenca y María Francisca Borrero Silva, siendo el menor de ocho hijos; sus hermanos eran Gabriel, Eudoro, Alberto, Leticia, Alfonso, Luis y Darío Perdomo Borrero.
Su madre era hija del prócer de la Independencia de Colombia, Manuel María Evaristo Borrero Ordóñez, quien participó en múltiples batallas durante las guerras por la liberación del territorio colombiano de los españoles.
Entre sus familiares lejanos destacaban políticos tales como el expresidente Misael Pastrana Borrero (nacido en Neiva), el médico y exgobernador del Valle Pablo Borrero Ayerbe, su bisnieta Susana Correa Borrero, y el empresario Jorge Garcés Borrero (nacidos en Cali), la feminista Clotilde García Borrero y su hermano Joaquín (nacidos en Gigante, como Ismael).

## Homenajes
En su honor se nombró a un sector del sur de Bogotá como Barrio Perdomo, y la estación del sistema de transporte masivo de la ciudad Trasmilenio, recibe su nombre igualmente en honor a Ismael Perdomo. Igualmente existen dos colegios con su nombre.

## Culto público

### Proceso de canonización
El proceso para su canonización se abrió apenas en 1962, durante el gobierno de Guillermo León Valencia (hijo de Guillermo Valencia), pero la adjudicación de la caída del conservatismo sobre sus hombros hizo que el gobierno colombiano retrasara su proceso. Finalmente Ismael Perdomo fue reconocido como Siervo de Dios por la Santa Sede y el Papa Pablo VI, cuando el proceso para la causa de su beatificación fue admitido por la Congregación para las Causas de los Santos el 15 de noviembre de 1966.
El 7 de julio de 2017, en el mismo decreto del Papa Francisco que reconocía el martirio de los sacerdotes católicos colombianos Pedro María Ramírez Ramos y Jesús Emilio Jaramillo Monsalve, fueron reconocidas sus virtudes en grado heroico, por la cual es considerado venerable en la Iglesia católica.